# Amblygaster clupeoides
Amblygaster clupeoides är en fiskart som beskrevs av Bleeker, 1849. Amblygaster clupeoides ingår i släktet Amblygaster och familjen sillfiskar. Inga underarter finns listade i Catalogue of Life.